# Nairy Baghramian

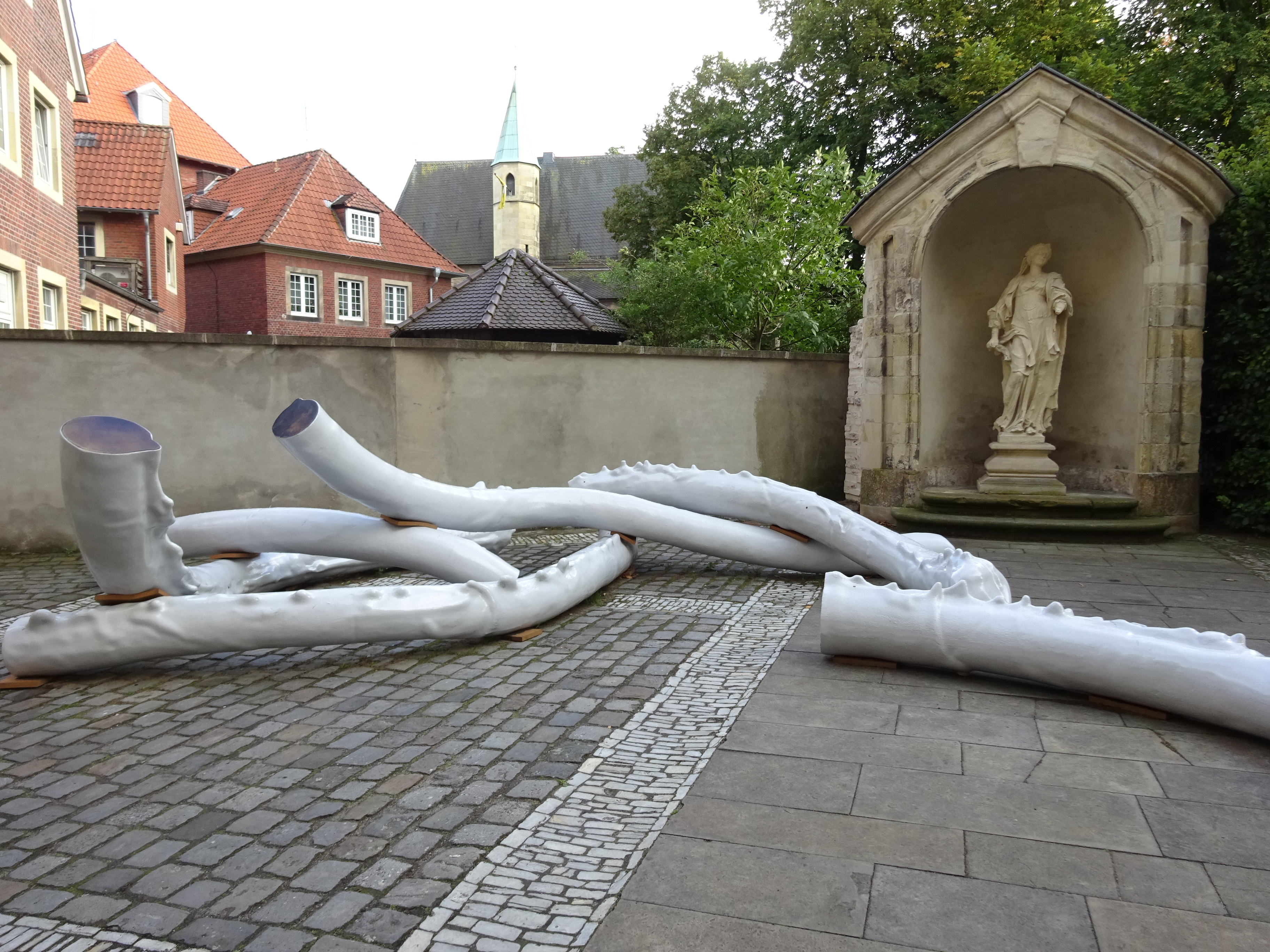
Skulptur von Nairy Baghramian in Münster (2017)

Nairy Baghramian (* 1971 in Isfahan) ist eine iranisch-armenische Künstlerin (Skulpturen, Fotografie, Texte). Sie belegte 2023 Platz 43 in der Monopol-Top-100-Liste der einflussreichsten Persönlichkeiten des Kunstbetriebs.

## Leben
Baghramian ist die Tochter einer Grundschullehrerin und eines Bauunternehmers, der in seiner Freizeit Möbel entwarf. Sie ist das jüngste von sechs Kinder, die Familie gehört der Minderheit der armenischen Christen an. Laut eigener Aussage der Künstlerin hatten ihre Eltern unterschiedliche politische Ansichten und erzogen ihre Kinder zu Individualität und Widerspruch. Als kulturell prägend bezeichnet Baghramian die vielen Filme, die sie vor der Islamischen Revolution im Kreis der Familie ansehen konnte: So kam sie von klein auf in Kontakt mit den Werken der Nouvelle Vague, von Kurosawa, Tarkowski, Paradschanow oder Hitchcock.
Ihre Familie floh 1984 vor dem Regime der Mullahs, sodass sie ab dem 13. Lebensjahr im äußersten Westen von Berlin aufwuchs.
2013 war sie Stipendiatin der Villa Aurora. Baghramian lebt und arbeitet seit 1984 in Berlin.

## Wirken
Baghramians Skulpturen zitieren das modernistische Formenrepertoire aus Architektur und Design und beziehen Positionen gegen eine konservative und patriarchalische Politik.  Die Installationen wirken formal präzise und autonom, zugleich jedoch in ihrer eleganten Leichtigkeit verletzlich.
Öffentliche Sammlungen ihrer Arbeiten befinden sich in der „Texte Zur Kunst“ in Berlin sowie in der „Sammlung zeitgenössischer Kunst der Bundesrepublik Deutschland“ in Bonn.
Ihre vier abstrakten und bunten Aluminium-Skulpturen befinden sich seit 2023 an der Fassade des Metropolitan Museum in New York.
In der Monopol-Top-100-Liste der einflussreichsten Persönlichkeiten des Kunstbetriebs erreichte sie 2023 Platz 43. Damit würdigt die Zeitschrift die internationale Bekanntheit Baghramian.

## Ausstellungen
- 2010: Nairy Baghramian and Phyllida Barlow., Serpentine Gallery, London.[8]
- 2014: Nairy Baghramian: French Curve / Slip of the Tongue., Art Institute of Chicago.[9]
- 2017: Beliebte Stellen, Erbdrostenhof, Münster. Skulptur Projekte.[10]
- 2017: documenta 14
- 2018 Nairy Baghramian: Så længe det varer, Statens Museum for Kunst, Kopenhagen

## Auszeichnungen
- 2007: Förderpreis Bildende Kunst der Schering Stiftung
- 2012: Hector-Kunstpreis
- 2014: Arnold-Bode-Preis
- 2022: Nasher Prize[11]
- 2023: Platz 43 der Monopol-Top-100-Liste[7]